# Jenatsch
Jenatsch és una pel·lícula dramàtica franco-suïssa de 1987 dirigida per Daniel Schmid. Es va projectar a la secció Un Certain Regard al 40è Festival Internacional de Cinema de Canes.

## Sinopsi
Amb l'escriptura d'un article sobre Georg Jenatsch, pastor i polític dels Grisons del segle XVII, el periodista Christophe Sprecher es deixa abocar a poc a poc a aventures que el van més enllà. Jenatsch era una personalitat ambigua l'assassinat del qual continua sent un misteri. Sprecher està tan habitat per la seva recerca que es converteix en una autèntica obsessió, fins al punt que desenvolupa al·lucinacions que l'aclapararan d'una manera imprevisible en forma de deja vu. Això perjudica la seva relació amb la seva amiga Nina, que tanmateix l'acabarà acompanyant en la seva recerca.

## Repartiment
- Michel Voïta - Christophe Sprecher
- Christine Boisson - Nina
- Vittorio Mezzogiorno - Jörg Jenatsch
- Jean Bouise - Dr. Tobler
- Laura Betti - Mademoiselle von Planta
- Carole Bouquet - Lucrezia von Planta
- Raúl Gimenez - Taxista
- Roland Bertin - El capellà
- Jean-Paul Muel - L'home del bany
- Lucrezia Giovannini - La vella donzella
- Peter Bonke - Peter Hertig
- Ursina Hartmann - Esther Hertig
- Teco Celio - L'historiador Cavelti
- Yvonne Kupper - La cambrera de Thusis
- Béatrice Stoll - La propietària de la taverna